# 로도스의 거상
로도스의 거상 혹은 크로이소스의 거상은 문헌을 통해 로도스에 있었다고 전해지는 그리스 태양신 헬리오스의 조각상이다. 고대 세계 7대 불가사의 중 하나로 불린다. 이 조각상은 당시 로도스인들이 키프로스의 지배자와의 전쟁에서 싸워 이긴 것을 기념하기 위하여 그리스인 건축가 '카레스'에 의해 건립되었다. 대다수의 문헌들에 따르면 이 동상은 약 33m 정도의 크기였다고 하는데, 현재의 자유의 여신상과 그 크기가 비슷하다. 이 신상은 고대 세계의 신상 중 가장 거대한 크기였으나, 기원전 226년에 지진으로 인해 무너졌고, 그 잔해들은 남아있었으나 결코 다시 복원되지는 못하였다.
2015년에, 로도스 항구에 다시 이 상을 세우려는 움직임이 있으나, 아직까지 이 거상이 정확히 어디에 세워져 있었는지는 알지 못한다.

## 배경

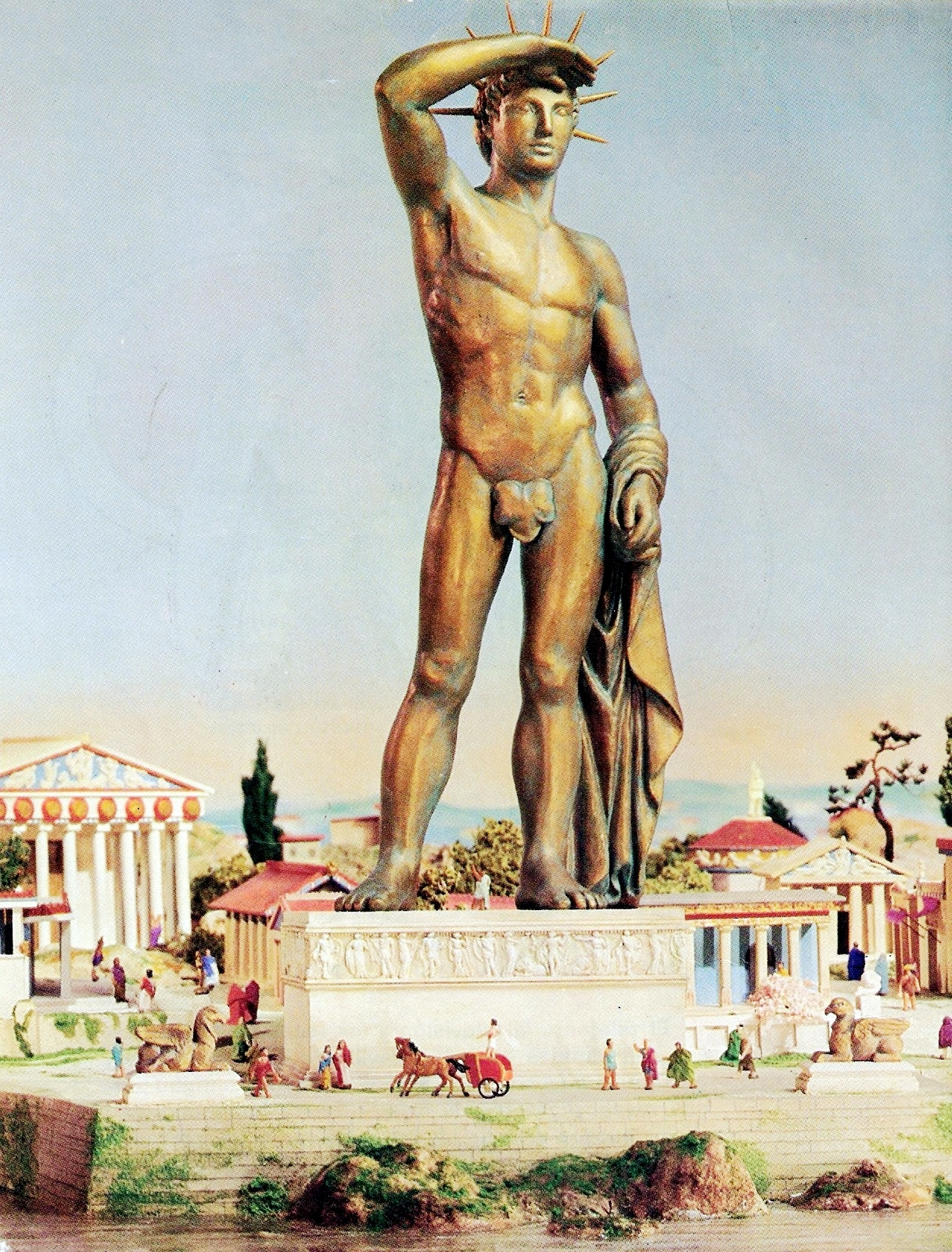
또 다른 가상의 로스의 거상도

### 로도스 공성전
기원전 16세기에는 미노스 문명의 사람들이, 그리고 기원전 15세기에 아카이아인이 도래하였고, 기원전 11세기에는 도리아인이 섬으로 왔다. 도리아 사람들은 후에 본토의 코스, 크니도스, 할리카르낫소스 이외에 린도스, 이알리소스, 카메이로스라는 3개의 중요한 도시(이른바 도리아 헥사폴리스)를 건설했다.
페르시아 제국 아케메네스 왕조가 소아시아에까지 그 세력을 확대하면서 로도스도 그 영향을 받을 수밖에 없는 위치에 있었지만, 페르시아 전쟁 이후 기원전 478년에 로도스 섬의 도시는 아테네를 중심으로 델로스 동맹에 가입했다. 이후 기원전 431년에 펠로폰네소스 전쟁이 발발하지만, 로도스 섬은 델로스 동맹의 일원에 있었지만 중립적인 입장을 취했다. 전쟁이 끝난 기원전 404년 펠로폰네소스 전쟁의 결과 그리스는 피폐해졌고, 침략을 초래하게 되었다. 기원전 357년에 마우솔로스 왕에 의해 로도스 섬은 정복되었고, 기원전 340년에는 아케메네스 왕조의 지배 하에 들어갔다. 그러나 그 후 기원전 332년에 동정 중인 알렉산드로스 3세가 로도스 섬을 아케메네스 왕조의 지배로부터 해방하여 자기 세력권의 일부로 삼았다.
기원전 323년 알렉산드로스 대왕의 갑작스런 사망으로 마케도니아 제국은 대왕의 후계자들이었던 유력 장군들에 의해 분열되어 디아도코 이 전쟁에 돌입했다. 이 전쟁에서 로도스는 이집트를 통치하고 있던 프톨레마이오스 1세에게 협력을 했다.
기원전 305년, 그리하여 프톨레마이오스와 적대하고 있었던 안티고노스 1세는 아들 데메트리오스 1세에게 40,000명의 군대를 주어 로도스에 파견했다. 하지만 성벽으로 둘러싸인 로도스의 요새는 단단했고, 데메트리오스는 공성탑을 만들어 접근하려고 했다. 먼저 6척의 배에 공성탑을 탑재해서 보냈지만, 폭풍우 때문에 접근하지 못했다. 데메트리오스는 헬레폴리스(Helepolis)라고 불리는 대형 공성탑을 제작하여 육상에서 로도스로 보냈다. 그러나 성내에서 출격한 로도스의 수비대가 헬레폴리스가 성벽에 도달하기 전에 막아내었다.
기원전 304년 프톨레마이오스가 파견한 군대가 로도스에 도착했기 때문에, 데메트리오스는 매우 당황하여, 서둘러 군대를 철수시켰다. 너무 갑작스럽게 철수를 했기 때문에 많은 군사 물자들이 방치되어 있었다.
데메트리오스는 로도스의 정복에는 실패했지만 다른 많은 도시를 포위하여, 함락시켰기 때문에 폴리오르케테스(Poliorcetes 폴리스 포위자)라고 불렸다.

## 건조

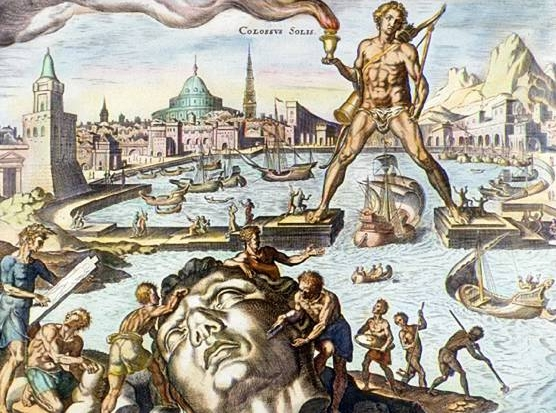
16세기 네덜란드 화가 마틴 힘스케르크가 그린 제작 상상도

로도스 도시 국가 연합은 그들의 단일성을 축하하기 위하여 데메트리오스가 버리고 간 군수품을 팔아 모은 돈으로 기념물을 만들기로 했다. 건축물의 지휘는 린도스의 카레스에게 맡겨졌다. 그는 20m가 넘는 제우스 상을 건조한 경험이 있는 리시포스의 제자였다. 또한 큰 동상의 제작에 관여한 적이 있었던 로도스의 주민들도 협력했다.
동상의 제작은 약 기원전 292년에 시작되었다.  고대의 설명에 의하면, 로도스의 거상은 다음과 같은 것이었다. 우선, 로도스 항구의 입구 부근에 높이 15미터(50피트)의 흰색 대리석으로 만들어진 석조 받침대를 설치했다. (다른 기록에 의하면 받침대가 항구의 방파제에 설치되었다고 하기도 한다.) 그 받침대 위에 철제 뼈대를 만들고, 더 얇은 동판으로 겉을 덮었다. 신상의 크기는 약 33m 정도 되었으며, 외장은 데메트리오스 군이 버리고 간 군수품을 사용했다고 한다. 특히 신상의 하부공사에 공성탑을 이용하였다고 한다. 신상을 지을 때 충분한 길이의 경사로를 이용하여 조립이 진행됨에 따라 경사로의 높이를 조절했고, 공사가 끝난 후 이 흙으로 된 경사로들을 모두 치웠다고 한다. 12년 후 이 거대한 신상이 완성되었고, 아래에 나오는 시는 신상에게 헌정된 것으로 추정된다.
"오 태양이시여, 로도스의 사람들이 당신에게 이 신상을 바칩니다. 올림포스의 신들께서는 전쟁의 파도를 가라앉혀 주셨고, 적들을'물리쳐 주셨으며, 우리에게 승리의 월계관을 안겨주셨나이다. 바다 뿐만 아니라 땅에서도 자유와 독립의 횃불이 타오르나이다.'위대한 헤라클레스의 후손들이 바다와 땅을 통합했나이다."
신상이 서있던 받침대는 지름이 최소 18m에 육박하는 것으로 알려졌고, 아마 원형이었거나 팔각형 모습을 띠었을 것이다. 신상의 발은 대리석으로 깎았고, 얇은 청동 판들이 그 위를 덮고 있었다. 8개의 철골이 발에서 뻗어올라가 무릎과 다리를 이루었으며, 위에서 서로 합쳐지며 몸통을 이루었다. 각각 독립적으로 주조된 청동 판들에 뚫린 구멍에 고리를 연결하는 방식으로 서로 이어졌다. 신상의 무게를 지탱하기 위해서, 맨 아래쪽 청동판들은 약 25mm의 두께를 가지고 있었고, 무릎 위의 청동판은 약 20mm,  최상단의 판들은 약 6.5mm의 두께를 가지고 있었다고 한다. 다만, 어깨나 목처럼 중요한 부위는 위쪽에 위치했을지라도 일부러 두께를 더 두껍게 만들었다.

## 소실
로도스의 거상은 54년 동안 그 자리에 서 있었다 하지만, 기원전 224년 로도스에 대규모의 지진이 일어났고, 수많은 관공서, 주택, 신전들이 파괴되었다.
이와 같은 손상은 이 거상도 피해갈 수 없었는데, 이 거상의 양 무릎 부분이 무너지며 땅 위로 떨어지게 되었다. 프톨레마이오스 3세는 이 신상을 복구하고자 하였으나, 델포이의 오라클이 '로도스인들이 헬리오스를 진노케 했다'라고 한 예언 때문에 시민들은 이 신상을 다시 세우는 것에 대해 반대하였다.
거상의 잔해는 이후 약 800년 동안 계속 그 자리에 있었는데, 부서진 채로도 거상은 너무나 인상적인 작품이었기 때문에 수많은 사람들이 이를 보러 로도스 항구를 찾았다. 대 플리니우스는 "양 팔로 엄지 손가락을 감싸 안을 수 있는 이가 드물었으며, 손가락만 해도 대부분의 조각상보다 컸다. '거상의 팔다리가 부러진 자리에, 안쪽에서 입을 벌린 거대한 구멍이 보였다."라고 적었다.
654년 칼리프 무아위야가 이끄는 아랍 군대가 로도스를 점령하였고, 이 거상의 잔해는 어느 부유한 유대인에게 팔려나가게 된다. 이 잔해들을 운반하기 위해 약 900마리의 낙타가 필요했다는 기록에서, 당시에도 여전히 압도적인 규모를 자랑했던 거상의 면모를 엿볼 수 있다. 아랍인들이 이 거상을 파괴한 이유로는, 성경에도 나오는 네브카드네자르 왕의 꿈 속에서 등장한 거대한 신상에 대한 이야기에서 비롯된 것으로 추정된다.
같은 이야기가 13세기 시리아어로도 적혀있다. "엄청난 수의 남자들이 청동 신상에 밧줄을 달아 끌어당겼으며, 신상은 무너져 내렸다. 그 신상은'약 3천 로드나 되었으며, 에메사에 사는 부유한 유대인에게 이를 팔아넘겼다."

## 동상의 자세
우리가 현재 익히 알고 있는, 두 발을 항만에 걸치고 있고 그 사이로 배가 지나가는 모습은 중세시대 사람들의 상상력으로 인해 만들어진 이미지이다. 1395년에 한 이탈리아 방문자가, '신상의 오른쪽 발이 위치하던 곳에 현재 교회가 있고, 당시 신상은 땅과 바다 위에 존재했다'라고 쓴 기록에 근거한 추측일 뿐인 것이다. 하지만 이와 같은 이미지가 굳어져 수없이 많은 문학작품 속에 등장하였고, 가장 대표적인 예로는 셰익스피어가 쓴 글이다.
"사람아, 왜 세계를 이렇게 좁게 보느냐,
마치 거상 아래에서, 우리와 같은 사소한 사람들은,
그의 거대한 다리 밑을 지나며,
불명예스러운 무덤에 누운 우리를 발견할 뿐이다."
이런 신화적인 이미지가 사람들의 인식 속에 각인되었으나, 현대의 연구에 따르면 당시 동상은 이러한 형태를 띠지 않고 있었다고 한다. 만약 동상이 실제로 항구 입구의 한쪽 끝과 한쪽 끝에 다리를 걸치고 있었다면, 동상을 세우는 동안 항구의 입구는 완전히 통제되었을 것이며, 고대 로도스인들은 전혀 이런 피해를 감수할 생각이 없었기 때문이다. 또한 만약 이런 형태였다면, 거상이 무너진 후 땅 위에서는 거상의 잔해를 볼 수 없었을 것이라는 것이다. 이런 문제들을 감안하고서라도, 이런 형태로 청동판을 쌓아 올리는 것은 당시의 기술로는 절대적으로 불가능했을 것이다. 만일 실제로 이런 형태로 지어졌다면, 거상은 지어지는 동안 다리가 그 하중을 견디지 못하고 무너졌을 것이다. 또한 이 거상이 횃불을 들고 있었을 가능성도 적은데, 당시의 기술로는 이것이 힘들 뿐더러 그런 언급이 아예 없기 때문이다. 다만 로도스의 고대 기록에서 남아있듯이, 마치 사람이 태양으로부터 눈을 가리는 듯한 자세를 하고 있었을 가능성은 충분히 있다. 또한 아직까지 학자들은 거상의 얼굴과 머리에 관해서는 잘 알지 못하지만, 발굴된 로도스의 동전에서 나오듯이, 곱슬머리를 하고, 머리에서 금빛 혹은 은빛의 불길이 타오르는 듯한 형태를 하고 있었을 것이라고 짐작하고 있다.

## 가능성 있는 위치
대부분의 학자들이 이 거상이 항구나 항만에 서있었던 것이 아니라는 점은 동의하지만, 이 거상이 정확히 어디에 서있었는지에 대해서는 정확한 결론이 나지 않았다.

### 성 니콜라스 요새
성 니콜라스 요새의 바닥에는 원형의 대리석 장식이 있는데, 이는 요새의 건축과 부합하지 않고, 당시의 기록과 부합하는 부분이 있어 거상이 서 있었던 곳이라고 주장하는 사람들이 있다.

### 로도스의 아크로폴리스
어느 학자들은 이 거상이 아예 항구와는 관련이 없으며, 오히려 당시 로도스 항구를 내려다보는 로도스의 아크로폴리스에 위치했다고 주장한다. 아크로폴리스에는 아폴로에게 바쳐진 것으로 추정되는 거대한 석조 잔해가 있는데, 이 잔해가 실은 헬리오스에게 바쳐진 성소라는 것이다. 그리고 이 거대한 석조 잔해가 원래 거상이 서있었던 석조 받침대라는 의견이다.

## 현재의 거상
2008년에, 더 가디언은 한 독일 예술가가 전세계에서 모은 무기를 녹여 로도스 항구에 새로운 거상을 세울 것이라고 보도했다. 하지만 이 계획이 약 20억 유로에 달하는 비용이 들 것이라고 하였다.
2015년에 유럽 예술가들이 고대 거상의 실제 모습에도 불구하고, 항구의 입구를 가로지르는 모습으로 새로운 거상을 세우겠다고 발표했다.
이 새 신상은 약 150m의 규모에 이르며, 짓는데 약 24억 달러가 든다고 한다. 이 신상은 모두 모금과 후원으로 지어지며, 신상의 내부에는 도서관, 회관 등이 있을 것이라고 한다. 모든 에너지원은 태양에너지로 운용한다고 한다. 그러나 현재, 이와 관련된 프로젝트는 전혀 진행되고 있지 않으며, 그들의 홈페이지는 현재 오프라인 상태다.

## 같이 보기
- 오드의 투기장
- 세계에서 가장 큰 조각상 목록